# Lucienne Bloch

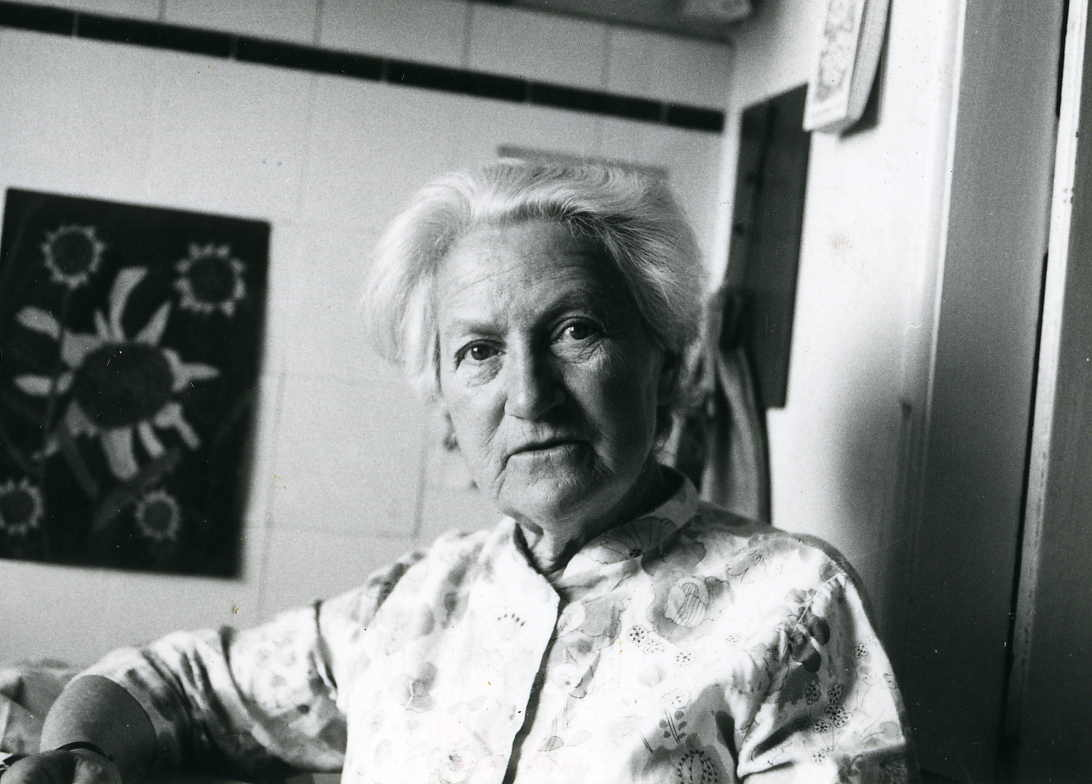
Lucienne Bloch, 1960

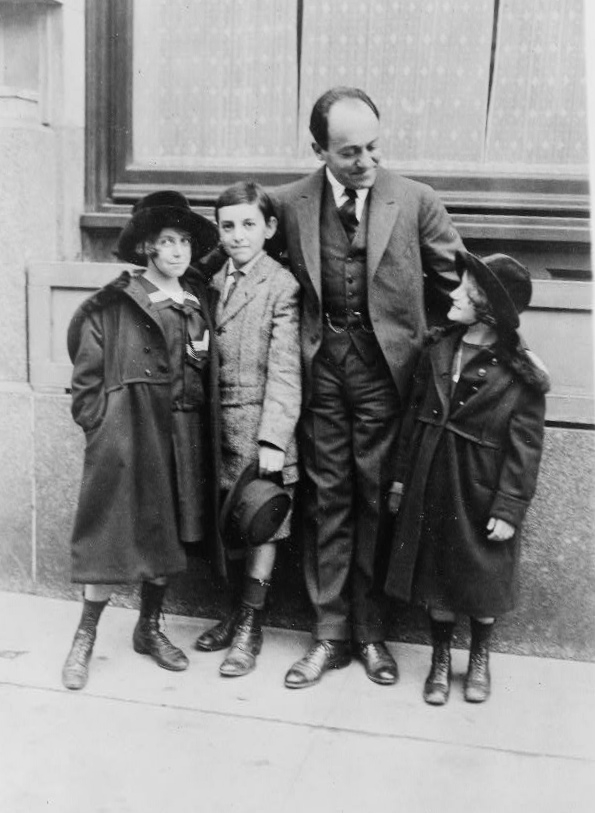
Ernest Bloch mit den Kindern Suzanne, Ivan und Lucienne

Lucienne Bloch (* 5. Januar 1909 in Genf, Schweiz; † 13. März 1999 in Gualala, Kalifornien) war eine schweizerisch-amerikanische Malerin, Bildhauerin und Fotografin. Sie ist vor allem für ihre Wandbilder und ihre Zusammenarbeit mit den mexikanischen Künstlern Diego Rivera und Frida Kahlo bekannt.

## Leben und Werk
Lucienne Bloch war das jüngste Kind der Pianistin Marguerite Schneider und des Komponisten und Fotografen Ernest Bloch. Sie zog 1917 mit ihrer Familie in die Vereinigten Staaten, wo sie ab 1924 das Cleveland Institute of Art besuchte. Für eine weitere Ausbildung schickte ihr Vater sie und ihre Schwester nach Paris. Hier studierte sie an der École nationale supérieure des beaux-arts und war Schülerin des Bildhauers Antoine Bourdelle und des Malers André Lhote.
1929 wurde sie nach Holland eingeladen, um Glasskulpturen für die Royal Leerdam Crystal Glass Factory zu entwerfen. Als Frank Lloyd Wright ihre Glasarbeiten sah, lud er Bloch ein, an seiner Architekturschule Taliesin East zu unterrichten. Dort arbeitete sie mit dem Künstler und Wandmaler Santiago Martínez Delgado und anderen Taliesin-Stipendiaten zusammen.

### Arbeit mit Diego Rivera und Frida Kahlo
Während einer ihrer Ausstellungen traf sie 1931 Diego Rivera und begann ihre Ausbildung an seinen Fresken 1931 und 1933 in New York City und 1932 in Detroit. Sie wurde auch eine Begleiterin und Vertraute von dessen Frau, der Malerin Frida Kahlo, die sie 1932 nach Mexiko begleitete, als Kahlos Mutter erkrankt war.
Als Fotografin erstellte Bloch viele Fotos von Rivera und Kahlo zu biografischen Arbeiten über die beiden Künstler. Sie machte die einzigen existierenden Fotos von Riveras 1934 zerstörtem Wandbild Man at the Crossroads mit der Darstellung von Wladimir Iljitsch Lenin auf der Rockefeller Center Plaza in New York City. An dem Wandbild arbeiteten als Lehrlinge: Bloch, Stephen Pope Dimitroff, Lou Block, Arthur Niendorf, Seymour Fogel, Hideo Noda und Antonio Sanchez Flores.
Bloch erstellte fünf Portfolios mit Fotografien von Rivera und Kahlo, darunter Fotos von Kahlos Gemälden in Arbeit und den beiden Künstlern in New York City, Detroit und Mexiko. Sie arbeitete auch freiberuflich als Fotografin für das Life-Magazin. Für dieses zeichnete sie die verzweifelten Bedingungen von Autoarbeitern während Arbeitsstreiks und Protesten auf, die während der Gründung von Automobilarbeiter-Gewerkschaften in den USA stattfanden.

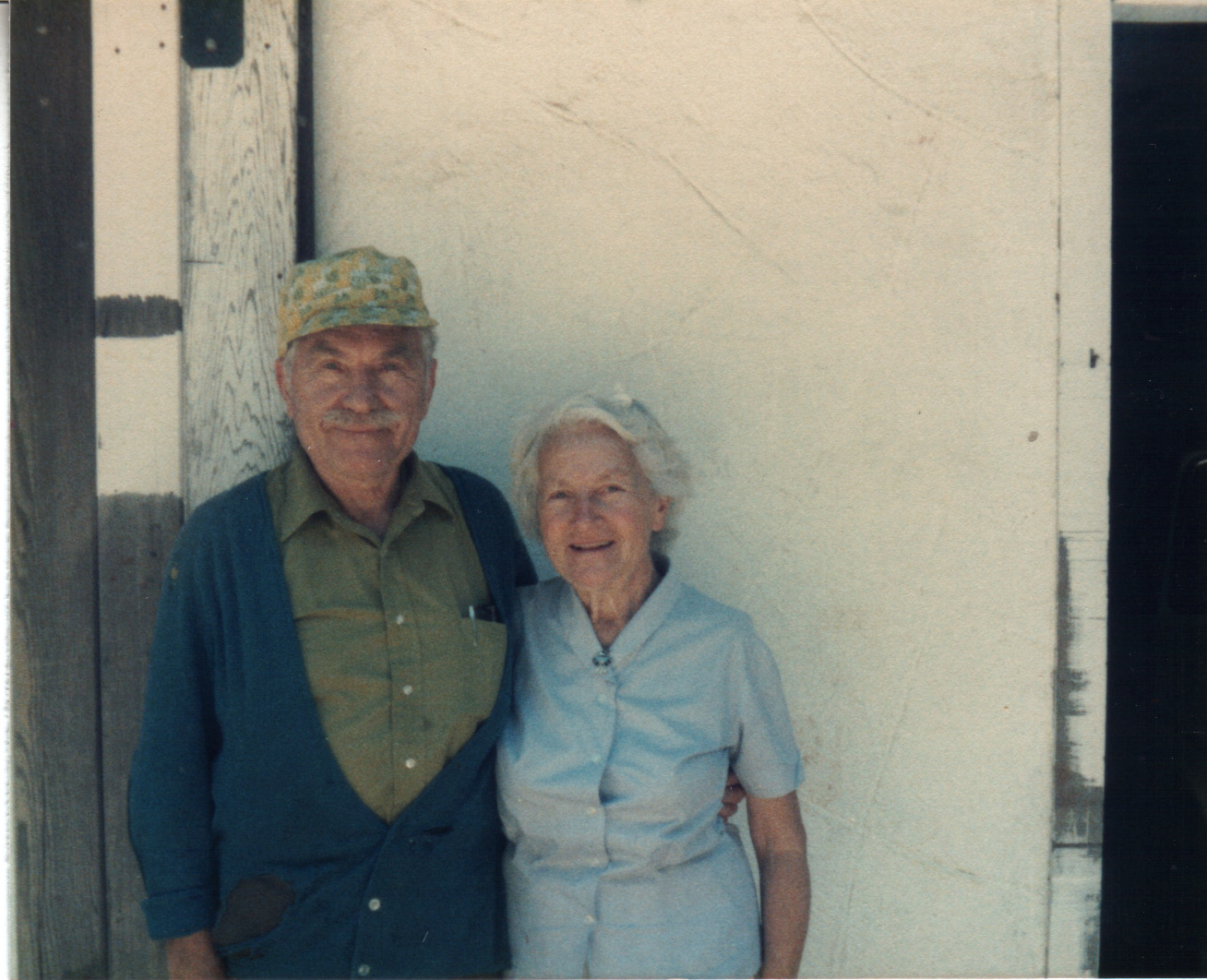
Lucienne Bloch und Stephen Pope Dimitroff, 1985 in Gualala

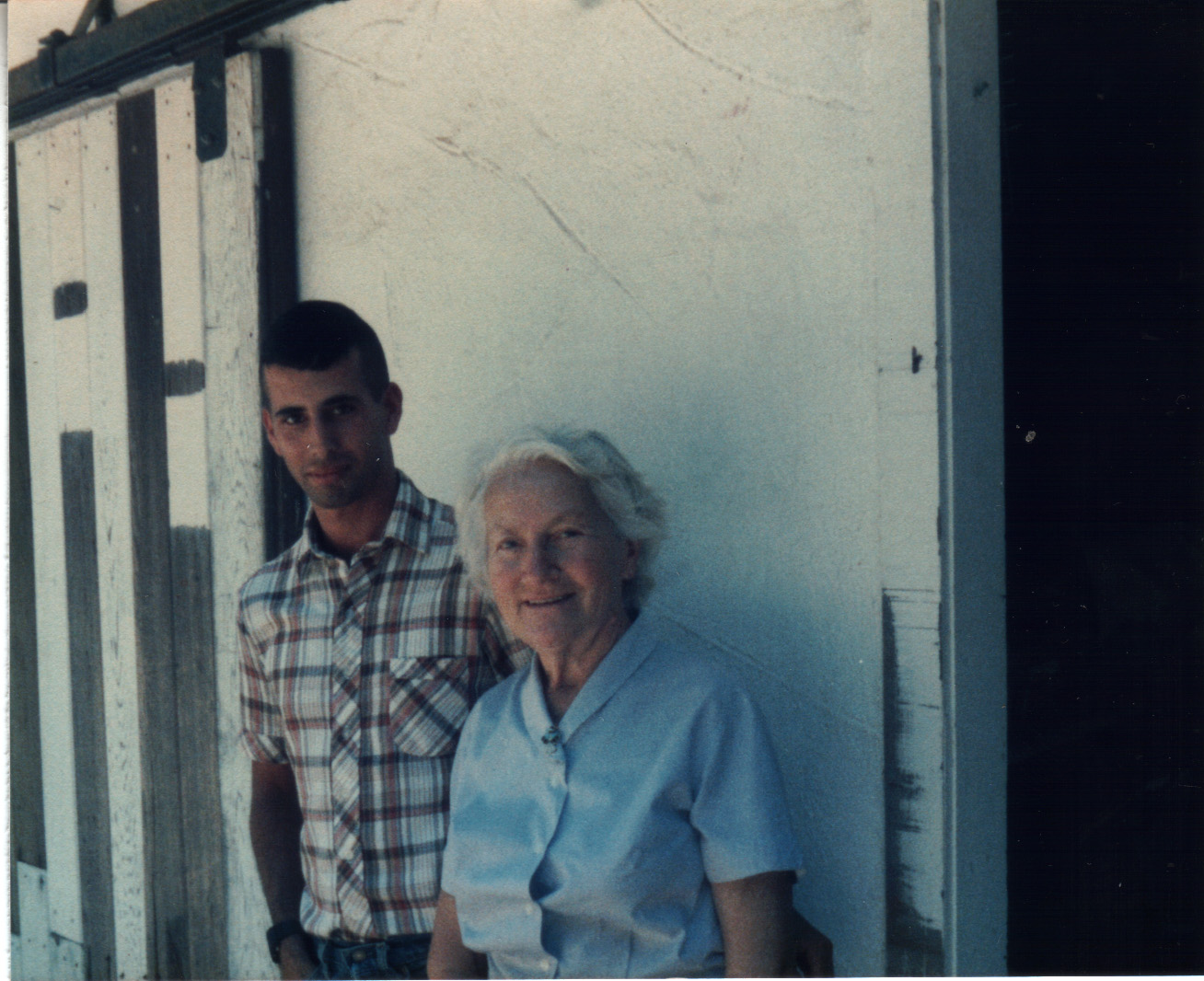
Lucienne Bloch und Alexander Kaloian, 1985 in Gualala

### Weitere künstlerische Tätigkeiten

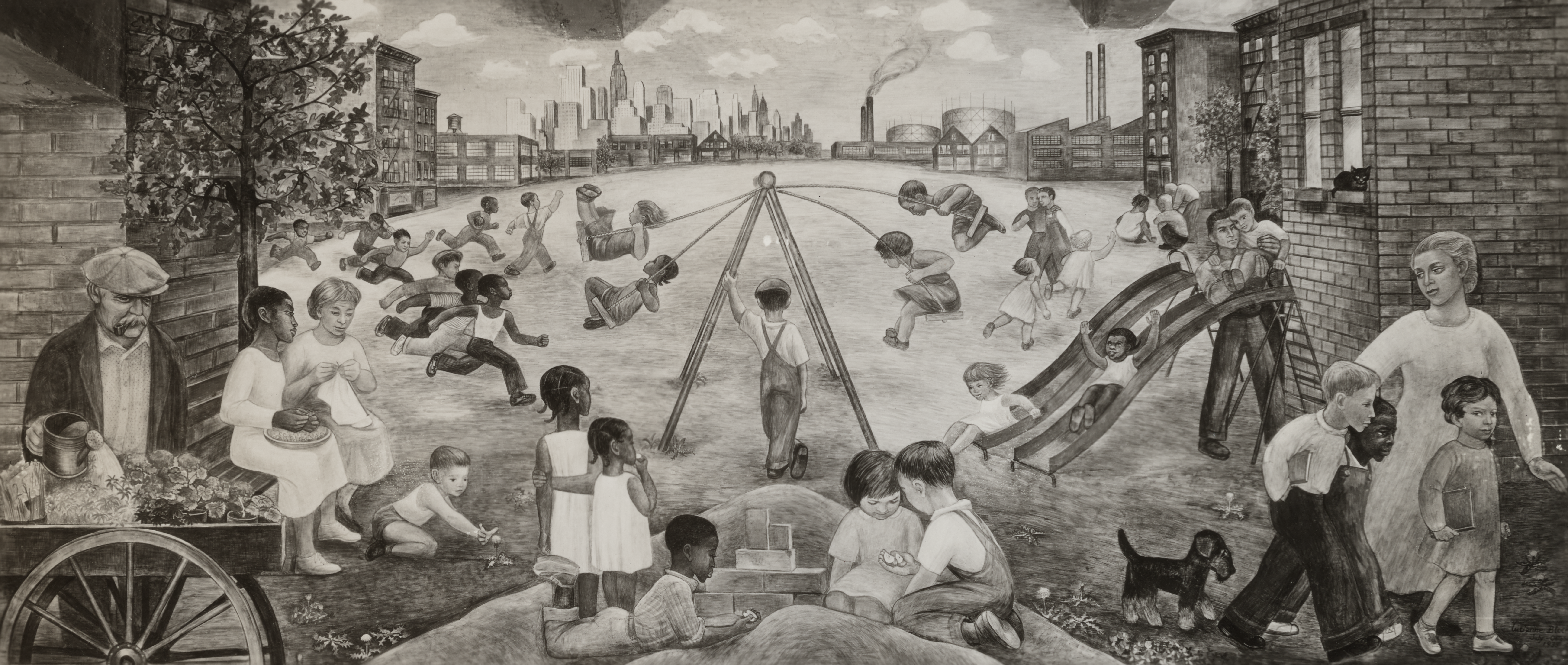
Cycle of a Woman’s Life, 1936

Am 5. September 1936 heiratete sie einen der führenden Stuckateure von Rivera, Stephen Pope Dimitroff, mit dem sie drei Kinder bekam. Von 1935 bis 1939 war Bloch bei der Works Progress Administration/Federal Arts Project (WPA/FAP) beschäftigt. Als WPA/FAP-Künstlerin schuf sie Wandmalereien für öffentliche Gebäude, darunter das Madison House, die George Washington High School und das Postamt von Fort Thomas (Kentucky). Blochs Fresko Cycle of a Woman’s Life für das Women’s House of Detention in Greenwich Village, New York City, wurde 1936 fertiggestellt und war ihr erstes WPA-Projekt.
Sie unterrichtete von 1941 bis 1945 am Flint Art Institute und zog 1948 nach Kalifornien. Sie schuf mit ihrem Ehemann fast 50 Wandbilder in den Vereinigten Staaten für religiöse Institutionen, Schulen, Krankenhäuser und Unternehmen. In San Francisco fertigten sie und Dimitroff Wandmalereien für die Marine Firemen’s Union Hall, die St. Mary the Virgin Episcopal Church und die Calvary Presbyterian Church an.
Ihr Mann starb 1996, und sie starb 1999 auf ihrer Farm in Gualala in Nordkalifornien.

## Ausstellungen (Auswahl)
- THESiGN Gallery in Rom: Lucienne Bloch: dentro la vitra di Frida Kahlo.
- 4. Dezember 2020 bis 28. Februar 2021: La Galerie de l’Instant in Paris; Fotoausstellung mit seltenen Porträts der Fotografin Lucienne Bloch von Frida Kahlo aus den 1930er-Jahren.
- 12. Oktober bis 18. November 2021: Allan Hancock College in Santa Maria, Kalifornien; Lucienne Bloch Art, Advocacy, Frida, and Diego.

## Veröffentlichungen (Auswahl)
Bloch illustrierte auch zahlreiche Kinderbücher, von denen die Library of Congress folgende auflistet:
- 1943: Anita Brenner: I Want to Fly.
- 1944: Margaret Wise Brown und Rockbridge Campbell: Willie’s Walk to Grandmama.
- 1946: Margaret Bradford Boni: Keep Singing, Keep Humming: A Collection of Play and Story Songs.
- 1947: Louise Woodcock: Smart Little Boy and His Smart Little Kitty.
- 1948: Mary McBurney Green: Is it Hard? Is it Easy?
- 1950: Mary McBurney Green: Everybody Eats.
- 1961: Edith Thacher Hurd: Sandpipers.
- 1962: Edith Thacher Hurd: Starfish. Thomas Crowell, ISBN 978-0-69077068-1.